# XLAB
XLAB Göttinger Experimentallabor für junge Leute ist eines der größten deutschen Schülerlabore. Es befindet sich in einem eigenen Gebäude auf dem Nordcampus der Universität Göttingen. Seit dem 1. Januar 2018 ist das XLAB eine zentrale Einrichtung der Universität Göttingen.

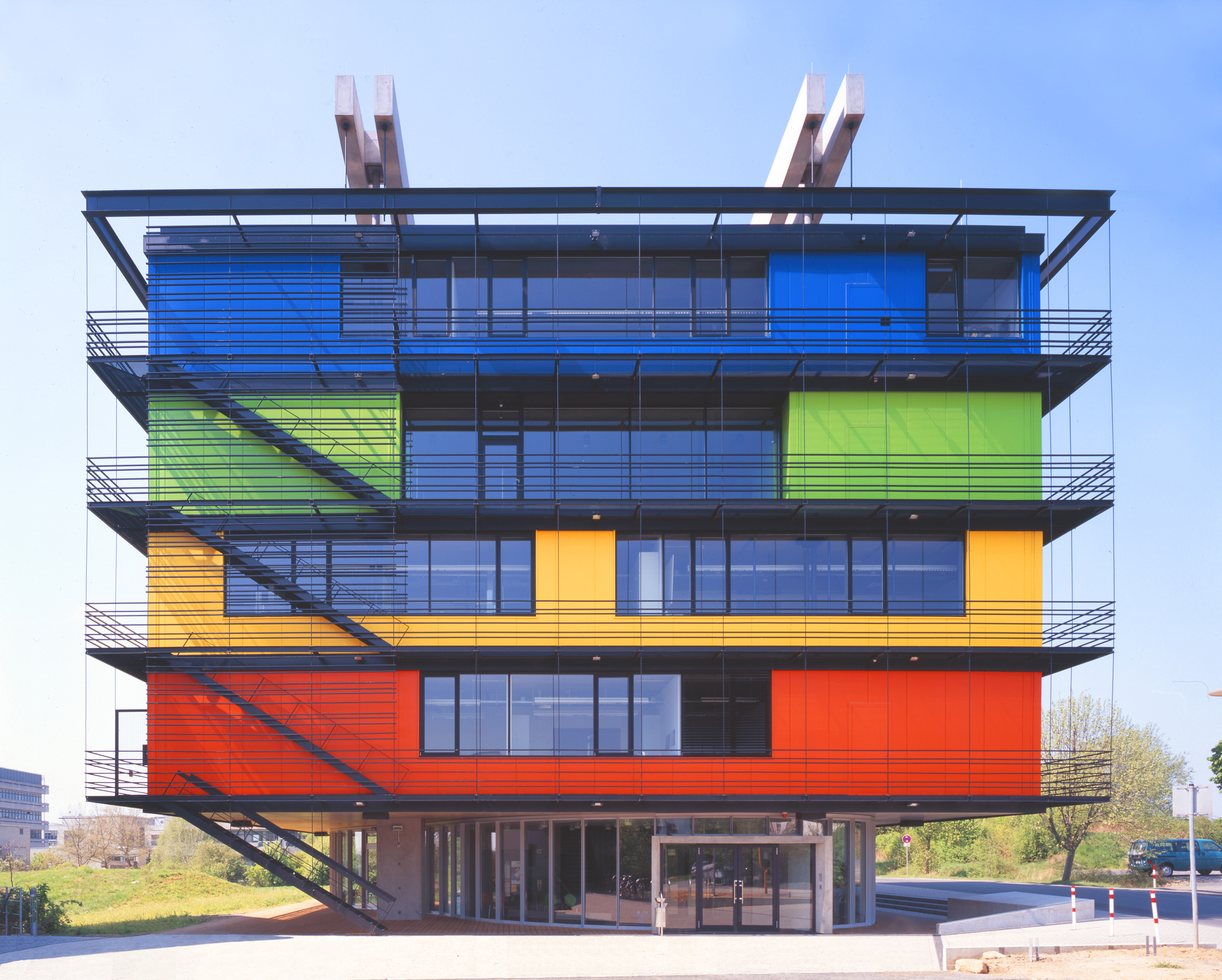
Das Gebäude des XLAB

## Aufgaben
Auf vier Etagen, die den verschiedenen Fachbereichen des XLAB zugeordnet sind, können Schüler, Lehrer und Studenten unter professioneller Anleitung selbständig experimentieren. Die Experimentalpraktika im XLAB zeigen aktuelle wissenschaftliche Erkenntnisse mit modernsten Methoden und bieten klassische Experimente in allen Naturwissenschaften. Die Experimentalkurse sollen den Teilnehmern vermitteln, dass Naturwissenschaft und Technik heute inhaltlich und methodisch vernetzt sind und daher nicht mehr als einzelne Fachdisziplinen isoliert zu betrachten sind. Die Kurse erreichen etwa 12.000 Teilnehmer im Jahr. Außerdem ist XLAB im Rahmen der Kooperation mit der Universität Göttingen auch an der Ausbildung von Lehrern beteiligt.
Die Aufgaben werden durch die Erträge der XLAB Stiftung gefördert, die ein Stiftungsvermögen von 100.000 Euro hat (Stand 2019).

## Geschichte
Nach der Entwicklung eines ersten Konzeptes 1996 zur Einrichtung eines Experimentallabors und der Vorlage des Konzeptes 1998 bei der Niedersächsischen Landesregierung startete 1999 die Pilotphase mit fünf Kursen für Schulklassen. Im selben Jahr fand auch ein Workshop in der Aula der Universität statt, an dem Vertreter von Wissenschaftsorganisationen, des Niedersächsischen Wissenschaftsministeriums, Firmen und der Universität teilnahmen.
Im Jahr 2000 gründete Eva-Maria Neher den Verein. Vorsitzender des Vorstandes ist seither der jeweilig amtierende Präsident der Universität Göttingen. Im selben Jahr wurde mit Experimentalkursen in den Fachbereichen Chemie und Informatik begonnen. 2001 kam es zur Erweiterung um die Fachbereiche Physik und Biologie durch Nutzung der Praktikumsräume in der Fakultät für Physik und zur Etablierung des Fachbereiches Biologie in den Räumlichkeiten der Geowissenschaftlichen Institute.
2003 wurde das erste „International Science Camp“ durchgeführt.
Das heutige XLAB-Gebäude geht auf einen Architekturwettbewerb aus dem Jahr 2001 zurück, der Bau wurde von 2002 bis 2004 von den Wettbewerbssiegern, Bez+Kock Architekten aus Stuttgart, errichtet. Hier fand das erste „Science Festival“ im Dezember 2004 statt. Wissenschaftler sprachen zu mehr als 3000 Schülern, Studenten und interessierten Erwachsenen. 2005 wurde der reguläre Betrieb im neuen Gebäude aufgenommen.
Das XLAB wurde 2006 einer der 365 Orte im Land der Ideen, im selben Jahr erfolgte die Gründung der XLAB Alumni association.
2007 besuchte Bundespräsident Horst Köhler das XLAB, das den 50.000. Schülertag feierte. Am 20. November 2007 wurde der Gründerin Eva-Maria Neher der Niedersächsische Staatspreis verliehen.
Im Jahr 2011 wurde vom Land Niedersachsen eine langfristige Unterstützung beschlossen. 2014 bekam der Verein einen Aufsichtsrat, schon im Hinblick auf eine spätere Angliederung an die Universität, die dann Anfang Januar 2018 erfolgte. Zum 1. Januar 2019 hat der Chemiker Thomas Waitz die Leitung übernommen.

## Programm

### Experimentalkurse für Schulklassen aus dem In- und Ausland
Seit 2000 nehmen Schulklassen aus Niedersachsen und der ganzen Bundesrepublik an ein- bis mehrtägigen Experimentalkursen teil. Der Kreis der teilnehmenden Schulen weitete sich in den Folgejahren auf Schulklassen aus der Schweiz, Belgien, den Niederlanden und Italien aus. Seit 2005 besuchen Medizinstudenten der Universität Sevilla, seit 2007 besuchen auch Schüler und Studenten der Korean Science Academy regelmäßig mehrwöchige Kurse im XLAB.

### Internationale Science Camps
Seit 2003 nehmen jährlich etwa 36 bis 60 Schüler und Studenten an den Internationalen Science Camps teil; seit 2006 findet je ein Camp im Juli und im August statt.
Die Camps umfassen drei Wochen intensiver Laborarbeit im XLAB und in der Universität Göttingen. Die Camps schließen mit einem Besuch in der Bundeshauptstadt Berlin ab. Seit 2003 haben mehr als 450 Schüler und Studenten an diesen Camps teilgenommen. Insgesamt waren 41 Nationen vertreten. Die Kurse werden in englischer Sprache durchgeführt.
Das Organisationsprinzip der Internationalen Science Camps ist an die Programme wissenschaftlicher Workshops angelehnt. Es wird tagsüber in den Kursen forschungsnah gearbeitet und abends trifft man sich zu sportlichen oder kulturellen Aktivitäten. Am Ende der Woche werden Ergebnisse im Plenum vorgestellt. Zum großen Teil besuchen die jungen Leute aus dem Ausland dieses Internationale Science Camp, um Deutschland kennenzulernen und um eventuell später ein Studium in Deutschland aufzunehmen. Dies zeigen die zahlreichen Rückmeldungen ehemaliger Teilnehmer.

### Science Festival
Seit dem Einzug in den Neubau veranstaltet das XLAB jedes Jahr zum Halbjahreswechsel an den Schulen ein „Science Festival“, das unter der Schirmherrschaft des Göttinger Nobelpreisträgers Manfred Eigen steht. Mit Vorträgen hochkarätiger Wissenschaftler werden Oberstufenschüler und eine breite Öffentlichkeit eingeladen, sich an aktuelle Themen aus der Wissenschaft heranführen zu lassen. Die Veröffentlichungsreihe hierzu spielt mit ihrem Titel auf den Elfenbeinturm der Wissenschaft an, der sich durch die Arbeit von XLAB einem breiteren Publikum junger Menschen öffnen soll. Seit 2004 haben mehr als 13.000 Hörer teilgenommen.
Die Veranstaltung hat seit 2017 pausiert, 2023 findet das Science Festival am 16. und 17. März statt.